# Thanatsaran Samthonglai
Thanatsaran Samthonglai (tiếng Thái: ธนัตถ์ศรันย์ ซำทองไหล, phiên âm: Tha-nát-sa-ran Sam-thong-lai, sinh ngày 12 tháng 7 năm 2000) còn có nghệ danh là Frank (แฟรงค์), là một diễn viên người Thái Lan. Anh được biết đến qua phim GMMTV vai Tee - 'Cause You're My Boy (2018), Tee - Our Sky(2020) Bantad - Blacklist (2019) và Phukong - 2gether: The Series (2020). Itt - Love Syndrome III (2023).

## Tiểu sử và giáo dục
Thanatsaran được sinh tại tỉnh Loei, Thái Lan. Anh theo học trường Panjavidhya Technological College.

## Đời tư
Frank nuôi con mèo và tám con chó, trong đó năm con là Shih Tzu và còn lại là Chó Phốc sóc, Chó lông xoáy Thái Lan và Chó Bangkaew Thái. Anh thích chơi Bóng đá.

## Phim tham gia

### Phim truyền hình
| Năm  | Tên phim             | Vai     | Ghi chú   | Nguồn |
| ---- | -------------------- | ------- | --------- | ----- |
| 2018 | 'Cause You're My Boy | Tee     | Vai chính | [ 4 ] |
| 2018 | Our Skyy             | Tee     | Vai chính | [ 5 ] |
| 2019 | Blacklist            | Bantad  | Vai chính | [ 6 ] |
| 2020 | 2gether: The Series  | Phukong | Vai phụ   | [ 7 ] |
| 2020 | Still 2gether        | Phukong | Vai phụ   | [ 8 ] |